# Acolastus apicenotatus
Acolastus apicenotatus là một loài bọ cánh cứng trong họ Chrysomelidae. Loài này được Chobaut miêu tả khoa học năm 1899.